# Tite de Lemos
Tite de Lemos (Rio de Janeiro, 16 de fevereiro de 1942 — Rio de Janeiro, 17 de junho de 1989) foi um poeta, jornalista e dramaturgo brasileiro.
Trabalhou no jornal carioca O Globo, produziu peças teatrais, como "A Serra", "A Liça" e "A Bola" e escreveu os livros: "Marcas do Zorro" (1979), "Corcovado Park" (1985) e "Caderno de Sonetos" (1988). Mais de 20 anos após a sua morte, foi lançado o livro "Bella Donna", com poemas inéditos do autor.